# Šeher-Ćehajina ćuprija
Šeher-Ćehajina ćuprija nalazi se na Miljacki u povijesnom središtu Sarajeva. Šeher-Ćehajina ćuprija je danas nacionalni spomenik Bosne i Hercegovine. Prvi most sagrađen u osmanskom razdoblju, vjerojatno je bio izgrađen na mjestu starijeg srednjovjekovnog prijelaza rijeke. Malo se zna o izgradnji mosta. Prema jednom natpisu u Mostarskom gradskom arhivu, ćuprija je možda bila izgrađena već 1585./1586. godine. Samo ime mosta navodi na tumačenje da ga je podigao neki šeher-ćehaja Sarajeva. Po nekim izvorima most je izgrađen 1620. godine. Nalazi se na popisu Nacionalnih spomenika Bosne i Hercegovine.
Smatra se kako je ova ćuprija nastariji prelaz preko rijeke Miljacke.
Po jednoj poznatoj priči, osnivač mosta je Hadži Husein Hodžić koji 1610. godine bijaše šeher-ćehaja Sarajeva. Po toj priči, odlučio je izgraditi most kad mu je jedini sin, Mustafa, otišao u Carigrad i odlučio da se ne vrati. Hadži Husein je uskoro umro, pa je gradnja obustavljena. No, nakon što je čuo vijesti o smrti njegovog oca, Mustafa se vratio i završio gradnju mosta. Prema priči, taj Mustafa Hodžić bijaše pokopan na Alifakovicu pored svoje žene. Uz ovaj most veže se i legenda o dijamantu.

## Povijest
Rješenjem od 18.04.1962., Šeher-ćehajin most je stavljen pod zaštitu države kao značajan spomenik kulture Osmanskog perioda. Most je tijekom svoje povijesti pretrpio mnoga oštećenja i popravke, što zbog prometa motornim vozilima koji se odvijao preko njega, što zbog rata rata 1992. – 1995.
U razdoblju 1999. do 2001. godine most je restauriran čime je dobio svoj izvorni, stari izgled. Na lijevom i desnom ulazu u most postavljena su dva kamena stubića koji bi trebali spriječiti prolaz motornim vozilima i most je dobio osvjetljenje.

## Legenda o dijamantu
Pričalo se da je Hadži Husein po završetku gradnje ove ćuprije naredio da se u jedna od stubova ugradi i poveći dijamant koji bi se kasnije, ako bude potrebe, iskoristio za za financiranje popravke ćuprije. Mjesto gdje je dijamant ugrađen znali su samo njegvi najbliži tajnici. Međutim, nedugo nakon njegove ugradnje, dijamant iz mosta je ukraden. 
Sarajevo je u to vrijeme bilo malo mjesto pa je kradljivac nedugo zatim uhvaćen. Bio je to mladić iz siromašne obitelji koji je taj dijamant htio pokloniti svojoj djevojci.
Kad je mladić ispričao razlog zbog čega je ukrao dijamant, kadija mu se smilovao i pustio ga uz uvjet da vrati dijamant svome pravom vlasniku koji ga nije ponovno ugradio u ćupriju.